# Kanton Forges-les-Eaux
Der Kanton Forges-les-Eaux war bis 2015 ein französischer Wahlkreis im Arrondissement Dieppe, im Département Seine-Maritime und in der Region Haute-Normandie; sein Hauptort war Forges-les-Eaux, Vertreter im Generalrat des Départements war zuletzt von 2001 bis 2015 Michel Lejeune, Bürgermeister (maire) von Forges-les-Eaux. 
Der Kanton Forges-les-Eaux war 230,63 km² groß und hatte 10.856 Einwohner (Stand 2006).

## Gemeinden
Der Kanton bestand aus 21 Gemeinden:
| Gemeinde                  | Einwohner Jahr | Fläche km² | Bevölkerungsdichte | Code INSEE | Postleitzahl |
| ------------------------- | -------------- | ---------- | ------------------ | ---------- | ------------ |
| Beaubec-la-Rosière        | 488 (2013)     | –          | – Einw./km²        | 76060      | 76440        |
| Beaussault                | 415 (2013)     | –          | – Einw./km²        | 76065      | 76870        |
| La Bellière               | 53 (2013)      | –          | – Einw./km²        | 76074      | 76440        |
| Compainville              | 167 (2013)     | –          | – Einw./km²        | 76185      | 76440        |
| La Ferté-Saint-Samson     | 464 (2013)     | –          | – Einw./km²        | 76261      | 76440        |
| Forges-les-Eaux           | 4.255 (2013)   | –          | – Einw./km²        | 76276      | 76440        |
| Le Fossé                  | 497 (2013)     | –          | – Einw./km²        | 76277      | 76440        |
| Gaillefontaine            | 1.248 (2013)   | –          | – Einw./km²        | 76295      | 76870        |
| Grumesnil                 | 462 (2013)     | –          | – Einw./km²        | 76332      | 76440        |
| Haucourt                  | 246 (2013)     | –          | – Einw./km²        | 76343      | 76440        |
| Haussez                   | 270 (2013)     | –          | – Einw./km²        | 76345      | 76440        |
| Longmesnil                | 54 (2013)      | –          | – Einw./km²        | 76393      | 76440        |
| Mauquenchy                | 345 (2013)     | –          | – Einw./km²        | 76420      | 76440        |
| Mesnil-Mauger             | 245 (2013)     | –          | – Einw./km²        | 76432      | 76440        |
| Pommereux                 | 100 (2013)     | –          | – Einw./km²        | 76505      | 76440        |
| Roncherolles-en-Bray      | 478 (2013)     | –          | – Einw./km²        | 76535      | 76440        |
| Rouvray-Catillon          | 230 (2013)     | –          | – Einw./km²        | 76544      | 76440        |
| Saint-Michel-d’Halescourt | 104 (2013)     | –          | – Einw./km²        | 76623      | 76440        |
| Saumont-la-Poterie        | 405 (2013)     | –          | – Einw./km²        | 76666      | 76440        |
| Serqueux                  | 1.000 (2013)   | –          | – Einw./km²        | 76672      | 76440        |
| Le Thil-Riberpré          | 227 (2013)     | –          | – Einw./km²        | 76691      | 76440        |

## Bevölkerungsentwicklung
| 1962 | 1968   | 1975   | 1982 | 1990 | 1999   | 2006   |
| ---- | ------ | ------ | ---- | ---- | ------ | ------ |
| 9873 | 10.694 | 10.077 | 9921 | 9914 | 10.340 | 10.856 |